# Panagra (bướm đêm)
Panagra là một chi bướm đêm thuộc họ Geometridae.